# День почитания матерей и жён шахидов
День почитания матерей и жен шахидов (перс.  روز تکریم مادران و همسران شهدا‎) — иранская памятная дата, которая ежегодно отмечается 13 джумада ас-сани по календарю лунной хиджры. В связи с особенностями данного календаря, дату невозможно перевести в григорианский календарь. В 2017 году День почитания матерей и жен шахидов прошел 11 марта, в 2018 году пройдет 1 марта.

## История праздника
День почитания матерей и жен шахидов отмечается 13 джумада ас-сани, в годовщину смерти Ум уль-Банин — жены амир аль-муминина Али ибн Абу Талиба и матери Аббаса ибн Али.
Памятный день был учрежден после ирано-иракской войны 1980-1988 года высшим руководителем Ирана имамом Хомейни. Он сказал, что на протяжении восьми лет священной обороны Ирана именно матери и жены храбрых воинов поддерживали их. Говоря о войне, мы в первую очередь думаем о выдающихся военачальниках и самоотверженных солдатах, готовых отдать свою жизнь для спасения родины, однако очень часто мы забываем о тех замечательных людях, которые сделали их столь смелыми и самопожертвенными — их ближайших родственниках. Отпустить на войну своего сына или мужа — это огромный шаг, он требует от каждой женщины огромного мужества, сравнимого с мужеством погибающих на войне солдат.

## Ум уль-Банин
Фатима бинт Хузам аль-Кулабия (араб.  فاطمة بنت حزام الكُلَّابيَّة‎), также известная как Ум уль-Банин (араб.  أم البنين‎ — мать нескольких сыновей) — женщина из рода Бани-Килаба (ветвь рода Кайс-Айлан), вторая жена шиитского имама Али ибн Абу Талиба. У Ум уль-Банин и Али было четыре сына, старший из которых — Аббас ибн Али — был командиром сил имама Хусейна во время Кербельской битвы.
Шимр ибн Яушан, убийца имама Хусейна, был из того же племени, что и Ум уль-Банин, перед боем он предложил ей сохранить жизнь ее сыновьям в Кербеле. Однако Ум уль-Банин отказалась, так как Шимр ничего не сказал о Хусейне, который не был ее сыном. Все сыновья Фатимы в итоге были убиты во время битвы при Кербеле.
Принято считать, что Ум уль-Банин умерла в 69 год лунной хиджры (688 или 689 год по григорианскому летоисчислению) или 13 джумада ас-сани 64 года лунной хиджры (6 февраля 684 года).